# Station Neufchâteau
Station Neufchâteau is een spoorwegstation langs spoorlijn 162 (Namen - Aarlen - Luxemburg) in de Luxemburgse stad Neufchâteau.
Sinds 28 juni 2013 zijn de loketten van dit station gesloten en is het een stopplaats geworden. Voor de aankoop van allerlei vervoerbewijzen kan men bij voorkeur terecht aan de biljettenautomaat die ter beschikking staat, of via andere verkoopskanalen.

## Treindienst
| Serie              | Treinsoort          | Route | Bijzonderheden                                                      |
| ------------------ | ------------------- | --- | ------------------------------------------------------------------- |
| L 5850             | L-trein (NMBS)      | Aarlen – Marbehan – Neufchâteau – Libramont                                                                       | Rijdt in het weekend 1x/2 uur.                                      |
| P 7665/7665        | Piekuurtrein (NMBS) | Libramont – [ Virton – ] / [ Neufchâteau – Marbehan – ] Aarlen                                                    | Rijdt alleen op werkdagen.                                          |
| P 7675/8675RE 8650 | Piekuurtrein (NMBS) | [ Luxemburg – ] / [ Libramont – Neufchâteau – ] Aarlen                                                            | Rijdt alleen op werkdagen. Een trein Libramont - Aarlen.            |
| P 7680/8680RE 8650 | Piekuurtrein (NMBS) | [ Bertrix – Dinant ] / [ Libramont – [ Virton – ] / [ Neufchâteau – Marbehan – ] Aarlen ] / [ Athus – Luxemburg ] | Een trein Aarlen - Virton - Libramont. Een trein Athus - Luxemburg. |

## Galerij

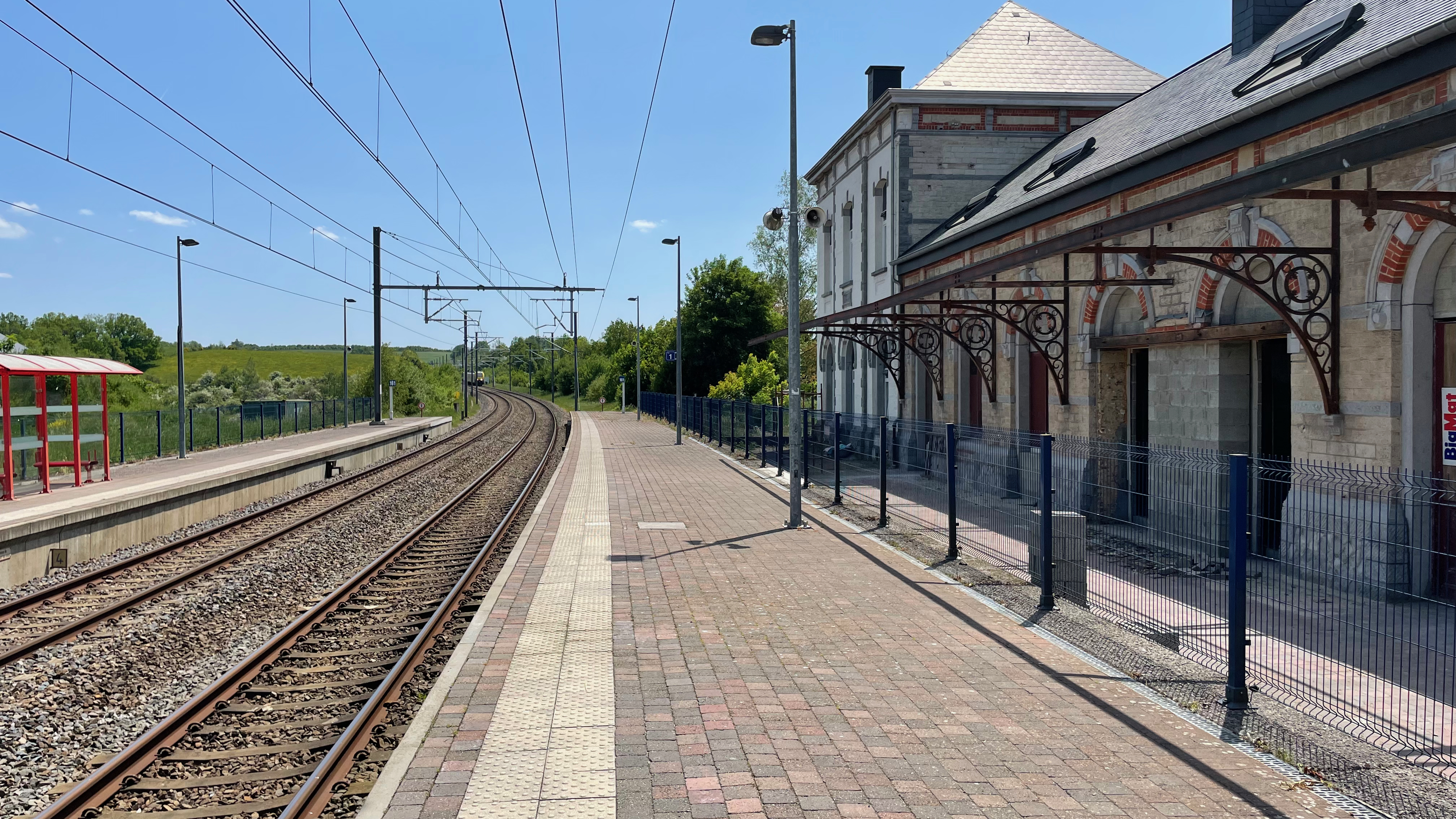
Zicht op het perron
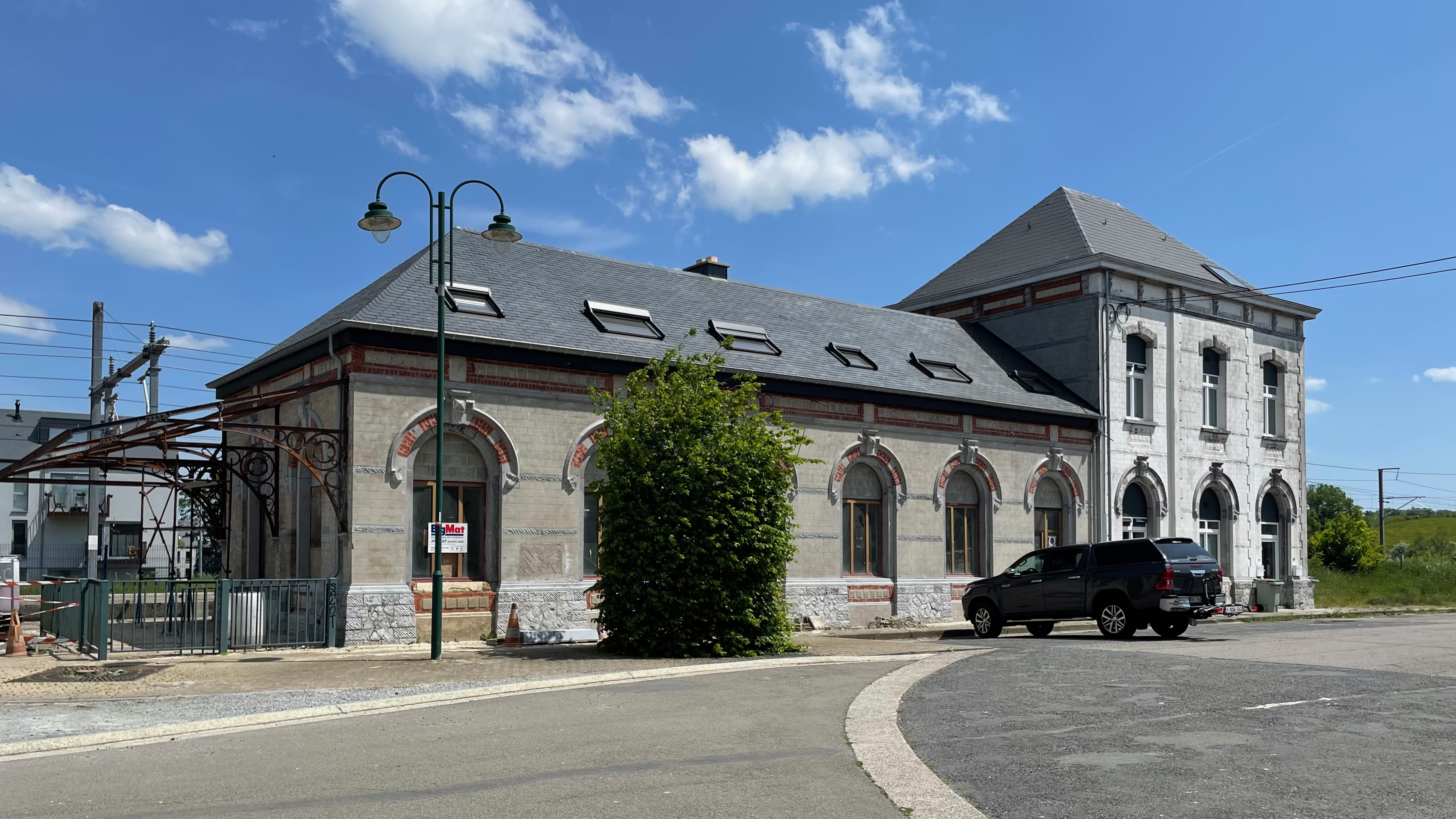
Het stationsgebouw
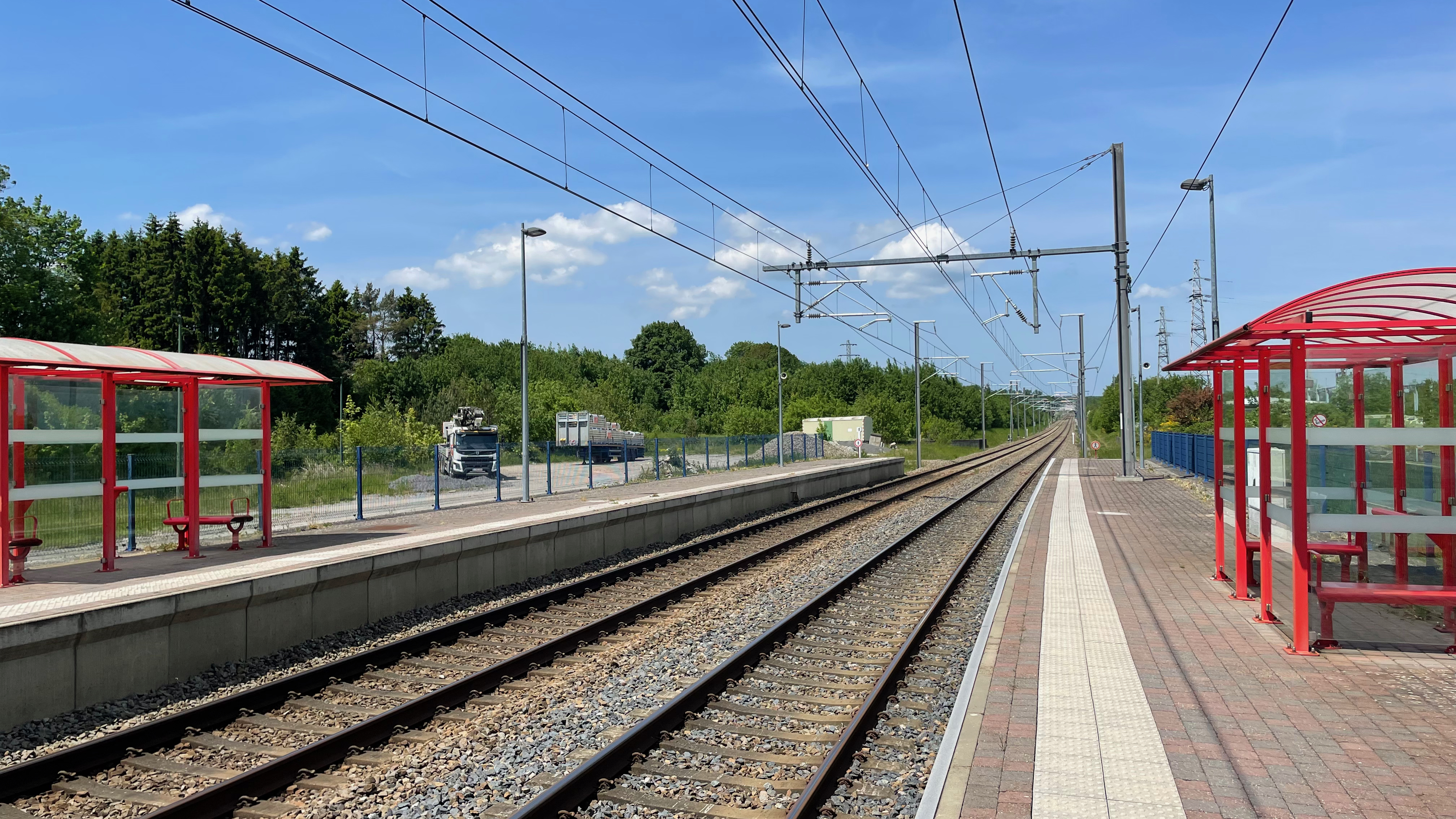
Zicht op de sporen
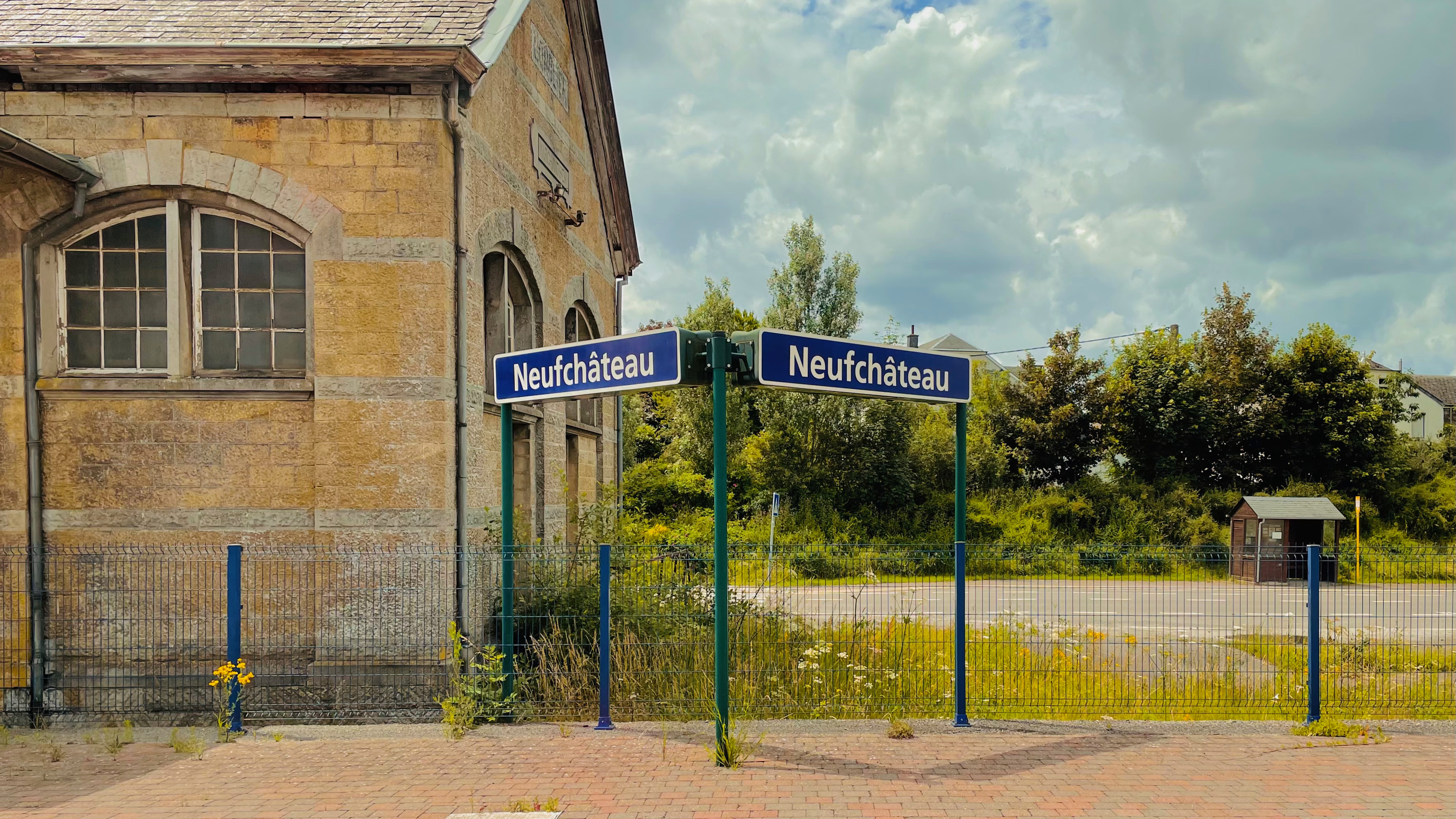
Plaatsnaambord

## Reizigerstellingen
De grafiek en tabel geven het gemiddeld aantal instappende reizigers weer op een week-, zater- en zondag.
| Tabel: aantal instappende reizigers station Neufchâteau | Tabel: aantal instappende reizigers station Neufchâteau | Tabel: aantal instappende reizigers station Neufchâteau | Tabel: aantal instappende reizigers station Neufchâteau |
|                                                         | Weekdag                                                 | Zaterdag                                                | Zondag                                                  |
| ------------------------------------------------------- | ------------------------------------------------------- | ------------------------------------------------------- | ------------------------------------------------------- |
| 1977                                                    | 284                                                     | 60                                                      | 117                                                     |
| 1978                                                    | 254                                                     | 67                                                      | 84                                                      |
| 1979                                                    | 268                                                     | 80                                                      | 126                                                     |
| 1980                                                    | 222                                                     | 81                                                      | 50                                                      |
| 1981                                                    | 291                                                     | 69                                                      | 67                                                      |
| 1982                                                    | 219                                                     | 48                                                      | 114                                                     |
| 1983                                                    | 249                                                     | 55                                                      | 120                                                     |
| 1984                                                    | 230                                                     | 37                                                      | 69                                                      |
| 1985                                                    | 222                                                     | 48                                                      | 83                                                      |
| 1986                                                    | 145                                                     | 30                                                      | 85                                                      |
| 1987                                                    | 185                                                     | 26                                                      | 46                                                      |
| 1988                                                    | 196                                                     | 29                                                      | 85                                                      |
| 1989                                                    | 159                                                     | 57                                                      | 74                                                      |
| 1990                                                    | 167                                                     | 35                                                      | 52                                                      |
| 1991                                                    | 164                                                     | 45                                                      | 64                                                      |
| 1992                                                    | 154                                                     | 37                                                      | 85                                                      |
| 1993                                                    | 141                                                     | 44                                                      | 43                                                      |
| 1994                                                    | 144                                                     | 18                                                      | 22                                                      |
| 1995                                                    | 134                                                     | 26                                                      | 30                                                      |
| 1996                                                    | 163                                                     | 35                                                      | 43                                                      |
| 1997                                                    | 142                                                     | 21                                                      | 33                                                      |
| 1998                                                    | 111                                                     | -                                                       | 10                                                      |
| 1999                                                    | 112                                                     | 17                                                      | 12                                                      |
| 2000                                                    | 112                                                     | 8                                                       | 12                                                      |
| 2001                                                    | 170                                                     | 9                                                       | 8                                                       |
| 2002                                                    | 191                                                     | 15                                                      | 14                                                      |
| 2003                                                    | 160                                                     | 29                                                      | 48                                                      |
| 2004                                                    | 164                                                     | 26                                                      | 22                                                      |
| 2005                                                    | 161                                                     | 32                                                      | 34                                                      |
| 2006                                                    | 157                                                     | 24                                                      | 34                                                      |
| 2007                                                    | 161                                                     | 52                                                      | 46                                                      |
| 2008                                                    | -                                                       | -                                                       | -                                                       |
| 2009                                                    | 201                                                     | 34                                                      | 22                                                      |
| 2010                                                    | -                                                       | -                                                       | -                                                       |
| 2011                                                    | -                                                       | -                                                       | -                                                       |
| 2012                                                    | 216                                                     | 30                                                      | 67                                                      |
| 2013                                                    | 227                                                     | 39                                                      | 33                                                      |
| 2014                                                    | 235                                                     | 57                                                      | 36                                                      |
| 2015                                                    | 126                                                     | 26                                                      | 55                                                      |
| 2016                                                    | 102                                                     | 39                                                      | 34                                                      |
| 2017                                                    | 111                                                     | 31                                                      | 37                                                      |
| 2018                                                    | 114                                                     | 24                                                      | 75                                                      |
| 2019                                                    | 95                                                      | 47                                                      | 29                                                      |
| 2020                                                    | 88                                                      | 17                                                      | 20                                                      |
| 2021                                                    | -                                                       | -                                                       | -                                                       |
| 2022                                                    | 174                                                     | 48                                                      | 62                                                      |
| 2023                                                    | 169                                                     | 40                                                      | 53                                                      |
| 2024                                                    | 181                                                     | 43                                                      | 73                                                      |

0,0: Namen ·
2,1: Jambes-Oost ·
5,0: Dave-Saint-Martin ·
7,8: Naninne ·
10,9: Sart-Bernard ·
14,0: Courrière ·
16,7: Assesse ·
18,3: Florée ·
20,5: Natoye ·
26,4: Braibant ·
29,0: Ciney ·
32,0: Leignon ·
32,9: Chapois ·
39,1: Haversin ·
45,8: Hogne ·
48,9: Aye ·
51,2: Marloie ·
57,6: Rochefort-Jemelle ·
60,0: Forrières ·
62,8: Lesterny ·
65,9: Grupont ·
72,1: Mirwart ·
76,2: Poix-Saint-Hubert ·
80,0: Hatrival ·
89,7: Libramont ·
94,8: Verlaine ·
98,5: Neufchâteau ·
100,4: Hamipré ·
105,0: Cousteumont ·
107,1: Lavaux ·
111,1: Mellier ·
114,8: Marbehan ·
115,9: Rulles ·
118,5: Houdemont ·
121,6: Habay ·
125,8: Hachy ·
128,0: Fouches ·
132,7: Stockem ·
134,0: Viville ·
135,8: Aarlen ·
137,6: Weyler ·
140,3: Autelbas ·
142,6: Barnich ·
145,5: Sterpenich